# 嘎达梅林
嘎达梅林（1892年—1931年4月5日），又名业喜（Иш），汉名孟青山，哲里木盟达尔罕旗（今内蒙古自治區通辽市科尔沁左翼中旗）腰茫哈苏木塔本扎兰屯（今舍伯吐镇塔本扎兰嘎查）人。民國初年蒙古族民變領袖。
“嘎达”（同东北话“老嘎达”）蒙古语中意为家中最小的兄弟（老么），“梅林”是其官职，即答剌罕亲王那木济勒色楞的副总兵。

## 生平
嘎达梅林读过几年私塾，通蒙汉文。历任旗卫队章京、昆都、扎兰、梅林等职。
从清朝末期开始，为巩固边疆外防俄罗斯帝国进一步侵略，中央政府开始逐渐在蒙旗开垦土地，汉族民众被迁入成为佃农。中华民国成立后，1914年2月，中华民国政府内务、农商、财政等部及蒙藏事务局联合制定《禁止私放蒙荒通则》和《垦辟蒙荒奖励办法》，准备大兴蒙垦。从1916年，奉系军阀张作霖开始大量放垦。放垦戍边增强了边防，促进当地的经济发展，但也损害了蒙古族牧民的利益。从1904年的白音大赉起义开始，抗垦起义此起彼伏。
张作霖与常住奉天的那木济勒色楞王爷商定开垦该旗的大片草原为农耕地，到1928年达尔罕旗四分之三的土地被放垦，牧场缩小，牧民被迫背井离乡，引起当地牧民的不满。嘎达梅林多次到垦务局反对开垦，被免职。
1929年初，“东北易帜”后不久，张学良继续开垦蒙旗土地的计划。嘎达梅林等人发起“独贵龙运动”，即所有请愿的人在纸上围着一个圆圈签名以隐藏领头人，去沈阳向那木济勒色楞请愿。7月26日请愿代表色仁尼玛、赵舍旺、僧格嘎如布和嘎达梅林被捕，被押回本旗投入监牢。11月13日夜，嘎达梅林的妻子牡丹其其格伙同一些人劫牢反狱，将嘎达梅林救出。于是嘎达梅林组织起义，领导了一支700多人的抗垦军队，提出了“打倒测量局，不许抢掠民财”的口号，袭击垦务局和垦荒军，驱逐测量队，转战于昭乌达盟（今赤峰市）、哲里木盟一带。
张学良命张海鹏部一个骑兵团和汤玉麟属下东北骑兵第17旅李守信团出兵围剿。1931年4月5日，抗垦队伍在今通辽北舍伯勒图附近新开河（今乌力吉木仁河）畔的红格尔敖包屯渡口，准备渡河南去时，被包围歼灭，嘎达梅林战死。李守信割下了嘎达梅林的头，回开鲁送给崔兴武旅长，崔兴武用木匣包装送汤玉麟。汤玉麟又交给了达尔罕亲王，并在旗内悬挂示众。后来在乌力吉木伦河边民众修建了梅林庙。
五个月后，九一八事变爆发，张学良的东北军撤入关内，牧垦草原的计划没有得以继续实施。

## 後續
發動劫獄的嘎达梅林妻子牡丹其其格，後來被迫改嫁東北軍连长胡寶山。据《李守信自述》载，同为蒙古族的李守信在杀害嘎达梅林后才得知起义的真相，“感到非常后悔”。李守信后来与侵华日军合作，与德王一同建立了蒙疆自治政府，在运动失败后逃亡蒙古人民共和国。二战结束后，蒙古人民共和国处于苏联的控制下，苏共将其移交给中共，李守信以伪蒙疆政府战犯的名义受审，被劳动改造。1964年获特赦释放，获聘为内蒙古自治区文史馆馆员。李守信在劳改期间写下自传，以回忆录《李守信自述》的形式出版。
此外人们对草原的放垦并未因嘎达梅林的起义而停止。後來科尔沁草原大部分已沙化，成为科尔沁沙地，成為西辽河沙丘平原的一部分，属正在发展的沙漠化土地，以风蚀沙地半固定状态为主。目前科尔沁沙地正以每年1.9%速度在发展，总面积8000万亩，是中国最大的沙地。嘎达梅林牺牲的乌力吉木仁河，如今已然变成一条沙沟。河早已断流，四周也是一片片沙化的农田和一座座沙包、沙坨子。有关当局在努力使沙漠化逆转。根據2005年中国国家林业局的监测，科尔沁沙地每年绿化面积大于沙化面积约75万亩。

## 文艺作品
蒙古族民歌《嘎达梅林》是一首流传很广的著名歌曲，其节奏舒展从容、稳健有力，旋律宽广豪迈、庄严肃穆。原歌歌词有五百多段，人们经常演唱的四段歌词是由作曲家安波整理译配的。
1960年代，女作曲家辛沪光根据这首民歌创作了交响诗《嘎达梅林》。

电影《嘎达梅林》海报

2002年冯小宁编剧、导演了电影《嘎达梅林》，鄂布斯主演嘎达梅林。电影配乐是女作曲家辛沪光三子三宝作曲，主题歌演唱腾格尔。
另外还有根据民歌《嘎达梅林》改编的琵琶独奏、马头琴曲等多种音乐作品。